# Ambrose Madtha
Ambrose Madtha, né le 2 novembre 1955 à Belthangady (en) (Inde) et mort le 8 décembre 2012 entre Man et Biankouma (Côte d'Ivoire), est un prélat catholique indien, nonce apostolique en Côte d'Ivoire de 2008 à 2012. Il est le sixième Indien à devenir nonce apostolique.

## Biographie

### Naissance et origine
Ambrose Madtha est né à Belthangady le 2 novembre 1955 près de Mangalore, une ville portuaire de l'État du Karnataka, dans le sud de l'Inde. Il fait ses études à l'école primaire de l'église, à Belthangady, qui se trouvait près de chez lui. Il possède une maîtrise en économie, obtenue à l'université de Nagpur, une licence en éducation de l'université de Lucknow. Il entre ensuite au séminaire Saint-Charles de Nagpur et y étudie la philosophie et la théologie.

### Prêtre
Ambrose Madtha est ordonné prêtre le 28 mars 1982. Il obtient par la suite un doctorat en droit canonique à l'université pontificale urbanienne de Rome. En 1990, il entre au service diplomatique du Saint-Siège. Il sert dans les nonciatures apostoliques du Ghana (en), du Salvador, de la Géorgie (en), de l'Albanie (en) et de Taïwan (en).

### Nonce apostolique
Le pape Benoît XVI le nomme le 8 mai 2008 archevêque titulaire de Naissus (de) et nonce apostolique en Côte d'Ivoire. Il est ordonné évêque par le cardinal Jean-Louis Tauran le 27 juillet 2008 Les co-consécrateurs étaient Albert D'Souza (en), archevêque d'Agra, et Gerald John Mathias (en), évêque de Lucknow (en). Il est également élu doyen du corps diplomatique ivoirien. Plus de 15 évêques d'Inde et de l'étranger participent à la cérémonie, ainsi que 300 prêtres et 600 religieuses. À cette occasion, le nouvel archevêque Ambrose Madtha a remercié les personnes présentes en hindi, en anglais, en français et en chinois. Madtha parle également l'albanais, l'allemand, l'italien, le kannada, le konkani, le russe et l'espagnol,.
Ambrose Madtha a tenté de jouer un rôle de médiateur en coulisses lors de la crise politique de 2010-2011 en Côte d'Ivoire, lorsque le président sortant, Laurent Gbagbo, refuse de démissionner bien que Alassane Ouattara eût été déclaré vainqueur de l'élection présidentielle. L'Église catholique s'est retrouvée dans une position délicate puisque certains évêques du pays ont favorisé Laurent Gbagbo, qui vient du sud du pays à majorité chrétienne. Alassane Ouattara est originaire du nord à majorité musulmane,. La Côte d'Ivoire et le Vatican se sont mis d'accord sur « le rôle que l'Église catholique peut offrir pour le bien du pays, en encourageant et en promouvant les droits de l'homme, le dialogue et la réconciliation nationale », a déclaré le Vatican dans un communiqué à l'époque,. En 2012, il a accompagné Alassane Ouattara et son épouse lors d'une audience avec le pape Benoît XVI.

### Mort et funérailles
Ambrose Madtha meurt le 8 décembre 2012 lors d'un accident de voiture dans l'ouest de la Côte d'Ivoire, sur la route entre la ville de Man et Biankouma. Il se rendait à Man, où il devait passer la nuit après avoir célébré une messe à Odienné. Il devait présider l’ordination de deux prêtres à Odienné et se rendait à Man. Le chauffeur est également tué dans l'accident tandis que le secrétaire et une religieuse sont légèrement blessés. Son corps arrive le 9 décembre à Abidjan,.
Le 13 décembre 2012, un hommage national lui est rendu en Côte d'Ivoire, en présence du gouvernement ivoirien et du corps diplomatique. Sa famille et le curé de la paroisse de Belthangady, à laquelle appartenait Madtha, envoye une demande officielle à la nonciature apostolique en Inde (en) concernant leur intérêt à effectuer les derniers rites à l'église du Très-Saint-Rédempteur, à Belthangady, ce qui a été accordé. Le corps est alors transféré à Mangalore par un vol spécial en provenance de Côte d'Ivoire le 14 décembre 2012. Une messe de requiem est célébrée à la cathédrale Rosario le même soir. Le 15 décembre, les restes de Madtha sont enterrés à côté de l'autel en présence de près de 3 500 personnes. La messe funéraire a été dirigée par le nonce apostolique en Inde, Salvatore Pennacchio, avec l'évêque de Mangalore Aloysius Paul D'Souza comme concélébrant. L'évêque auxiliaire de Delhi, Franco Mulakkal, a lu un message du pape Benoît XVI. La ministre ivoirienne des Affaires sociales, Anne Désirée Oulopo, le président de la Conférence épiscopale de Côte d'Ivoire, Alexis Touabli Youlo, et l'archevêque d'Abidjan, le cardinal Jean-Pierre Kutwa, étaient présents, ainsi que plusieurs évêques. Oscar Fernandes et son épouse Blossom, le député Vasanth Bangera et d'autres ont également rendu hommage aux victimes.